# Єні Ескішехір Стадіум
«Єні Ескішехір Стадіум» (тур. Yeni Eskişehir Stadyumu) — футбольний стадіон у місті Ескішехір, Туреччина, домашня арена ФК «Ескішехірспор».
Стадіон побудований протягом 2013—2016 років та відкритий 20 листопада 2016 року. Чотири дворівневі трибуни під дахом мають потужність 34 930 глядачів, з яких 225 місць передбачено для представників преси та 100 місць — для осіб з обмеженими можливостями. На стадіоні працюють три ресторани.
Арена замінила старий стадіон «Ескішехірспора» «Ескішехір Ататюрк», який після відкриття нової арени виведений з експлуатації.